# José Emilio Amavisca
José Emilio Amavisca (ur. 19 czerwca 1971 w Laredo, Kantabria) – były hiszpański piłkarz grający na pozycji lewego pomocnika, złoty medalista Olimpiady w Barcelonie.
Karierę zaczął w lokalnym CD Laredo, skąd trafił do Realu Valladolid, gdzie grał pięć lat (z przerwą na wypożyczenie do UE Lleida), a następnie do Realu Madryt. W 1999 został zawodnikiem Racingu Santander, a w 2001 - Deportivo La Coruña. Ostatni sezon w karierze, 2004/2005, spędził w Espanyolu.

## Trofea
- Złoty medal olimpijski: 1 (1992)
- mistrzostwo Hiszpanii: 2 (1995, 1997)
- Champions League: 1 (1998)
- Copa del Rey: 1 (2002)
- Superpuchar Hiszpanii: 3 (1994, 1996, 2002)
- Puchar Interkontynentalny: 1 (1998)